# Naoki Tanizaki
Naoki Tanizaki (谷嵜 直樹, Tanizaki Naoki), né le12 janvier 1978 à Toyonaka, est un catcheur japonais qui travaille à la Dragon Gate.

## Carrière

### Circuit indépendant (2006-2008)
Le 1er juillet 2007, il fait sa première apparition à la New Japan Pro Wrestling dans un Six-man tag team match où lui, Hisamaru Tajima et Milano Collection AT battent Taichi Ishikari, Tetsuya Naitō et Yujiro.

### Retour à la Dragon Gate (2008-...)
Le 25 octobre, lui, Yasushi Kanda et Takuya Sugawara battent CIMA, Gamma et Genki Horiguchi et remportent les Open the Triangle Gate Championship. Le 26 décembre, ils perdent les titres contre CIMA, Dragon Kid et Ricochet.
Le 1er mars, le nouveau chef des Blood Warriors, Akira Tozawa, a changé le nom du groupe en Mad Blankey. Il fait son retour le 30 juin, sauvant CIMA de Mad Blankey. Le jour suivant, il rejoint le groupe Jimmyz.
Le 22 décembre, lui, Jimmy Susumu et Ryo "Jimmy" Saito battent Millennials (Eita, Flamita et T-Hawk) dans un Three-Way Elimination Match qui incluaient également Oretachi Veteran-gun (CIMA, Dragon Kid et Masaaki Mochizuki) et remportent les Open the Triangle Gate Championship.
Lors de Final Gate 2015, lui, Cyber Kong et Mondai Ryu perdent contre Monster Express (Akira Tozawa, Masato Yoshino et T-Hawk) dans un Four Way Elimination Match qui comprenaient également Jimmyz (Genki Horiguchi HAGeeMee, Jimmy Susumu et Ryo "Jimmy" Saito) et Dia.HEARTS (Big R Shimizu, Dragon Kid et Masaaki Mochizuki).

## Palmarès
- Pro Wrestling Basara
  - 1 fois Union Max Championship
  - 1 fois UWA World Trios Championship avec Ryota Nakatsu et Akiyori Takizawa (actuel)

- Dove Pro Wrestling
  - 1 fois Apple Star Drunker Championship
  - 1 fois Dove Pro Heavyweight Championship (actuel)
  - Dove Pro Heavyweight Championship tournament (2018)

- Dragon Gate
  - 1 fois Open the Brave Gate Championship
  - 6 fois Open the Triangle Gate Championship avec Naruki Doi et PAC (1), Yasushi Kanda et Takuya Sugawara (1), Kzy et Naruki Doi (1), Genki Horiguchi H.A.Gee.Mee!! et Ryo "Jimmy" Saito (1), Jimmy Susumu et Ryo "Jimmy" Saito (1), et Jimmy Kanda et Jimmy Susumu (1)